# 메리 루 윌리엄스
메리 루 윌리엄스(Mary Lou Williams, 1910년 5월 8일~1981년 5월 28일)는 미국의 재즈 피아니스트, 편곡가이자 작곡가다. 수백 곡의 작곡과 편곡을 했고, 100개 이상의 작품을 녹음했다. 듀크 엘링턴, 베니 굿먼의 작품에 작곡 및 편곡으로 참여했고, 셀로니어스 몽크, 찰리 파커, 마일스 데이비스, 버드 파월, 디지 길레스피의 친구, 멘토이자 스승이기도 했다.
1954년에 가톨릭교로 개종하면서 음악적인 공백기와 후기 음악의 변화로 이어졌다. 1981년 방광암으로 사망할 때까지 자선가, 교육자, 청소년 멘토로서 공연과 활동을 계속했다.

## 어린 시절
메리 엘프리다 스크러그스(Mary Elfrieda Scruggs)는 미국 조지아주 애틀랜타에서 11명 중 둘째로 태어나 펜실베이니아주 피츠버그의 이스트 리버티 지역에서 자랐다. 음악 신동이었던 메리는 두 살 때 간단한 곡을 골라낼 수 있었고, 세 살 때부터 엄마를 통해 피아노를 배웠다. 여섯 살의 나이에는 이복 형제 10명을 부양하기 시작했다. 메리는 피츠버그에서 "작은 피아노 소녀"로 알려지며 7살부터 공개적으로 공연을 하기 시작했다. 15살에는 전문 음악가의 길을 걷기 시작했으며, 러비 오스틴을 가장 큰 영향을 끼친 사람으로 꼽았다. 1926년 11월에는 재즈 색소폰 연주자인 존 오버턴 윌리엄스와 결혼했다.

## 말년
윌리엄스가 죽기 3년 전 마지막으로 녹음한 《Solo Recital》에는 흑인영가, 래그타임, 블루스, 스윙 등 다양한 장르의 메들리가 포함되어 있었다. 이외에도 〈Tea for Two〉, 〈Honeysuckle Rose〉와 〈Little Joe from Chicago〉, 〈What's Your Story Morning Glory〉 등을 재작업하였다. 1980년에는 메리 루 윌리엄스 재단을 설립했다.
1981년, 메리는 노스캐롤라이나주 더럼에서 방광암으로 71세의 나이로 사망했다. 디지 길레스피, 베니 굿먼, 앤디 커크가 성 이그나티우스 로욜라 교회에서 열린 장례식에 참석했다. 메리는 피츠버그의 갈보리 가톨릭 공동묘지에 묻혔다.

## 수상
- 구겐하임 펠로십, 1972년과 1977년
- 1971년 그래미 어워드 후보, 최우수 재즈 퍼포먼스 – 그룹 (《Giants》)
- 포덤 대학교 명예 학위, 1973년
- 록허스트 칼리지 명예 학위, 1980년
- 듀크 대학교 트리니티 상, 1981년

## 디스코그래피

### 리더
| 연도 | 제목                                                        | 레이블                      |
| ---- | ----------------------------------------------------------- | --------------------------- |
| 1945 | The Zodiac Suite                                            | Asch Records                |
| 1945 | Town Hall '45: The Zodiac Suite                             | Vintage Jazz Classics 1993) |
| 1951 | Mary Lou Williams                                           | Atlantic                    |
| 1953 | The First Lady of the Piano                                 | Vogue                       |
| 1953 | A Keyboard History                                          | Jazztone                    |
| 1954 | Mary Lou                                                    | EmArcy                      |
| 1959 | Messin' 'Round in Montmartre                                | Storyville                  |
| 1964 | Mary Lou Williams / Black Christ of the Andes               | Mary/ Folkways              |
| 1970 | Music for Peace                                             | Mary                        |
| 1975 | Mary Lou's Mass                                             | Mary                        |
| 1970 | From the Heart                                              | Chiaroscuro                 |
| 1974 | Zoning                                                      | Mary / Folkways             |
| 1975 | Free Spirits                                                | Steeplechase                |
| 1976 | Live at the Cookery                                         | Chiaroscuro 1994            |
| 1977 | Embraced with Cecil Taylor                                  | Pablo Live                  |
| 1977 | My Mama Pinned a Rose on Me                                 | Pablo 1978                  |
| 1977 | Live at the Keystone Korner                                 | HighNote 2002               |
| 1977 | A Grand Night For Swinging                                  | High Note, 2008             |
| 1978 | Solo Recital                                                | Pablo                       |
| 1978 | Marian McPartland's Piano Jazz with Guest Mary Lou Williams | Jazz Alliance 2004          |
| 1978 | Nice Jazz 1978                                              | Black And Blue 2016         |
| 1979 | At Rick's Café Americain                                    | Storyville 1999             |

### 참여 음반
디지 길레스피와 함께한 음반
- Dizzy Gillespie at Newport (Verve, 1957)
- Giants (Perception, 1971) with Bobby Hackett

버디 테이트와 함께한 음반
- Buddy Tate and His Buddies (Chiaroscuro, 1973)